# Gmina Vladislavci
Gmina Vladislavci (chorw. Općina Vladislavci) – gmina w Chorwacji, w żupanii osijecko-barańskiej.

## Miejscowości i liczba mieszkańców (2011)
- Dopsin - 482
- Hrastin - 327
- Vladislavci - 1073